# Hemicaranx amblyrhynchus
Hemicaranx amblyrhynchus is een straalvinnige vis uit de familie van horsmakrelen (Carangidae), orde baarsachtigen (Perciformes), die voorkomt in het noordwesten, het westen en het zuidwesten van de Atlantische Oceaan.

## Anatomie
Hemicaranx amblyrhynchus kan een maximale lengte bereiken van 50 cm. De vis heeft twee rugvinnen en twee aarsvinnen. Er zijn acht dorsale stekels en drie anale stekels. Verder zijn er 27 dorsale stralen en 23 anale stralen.

## Leefwijze
Hemicaranx amblyrhynchus is een zoutwatervis die voorkomt in een subtropisch klimaat. De diepte waarop de soort voorkomt is maximaal 50 m onder het wateroppervlak.

## Relatie tot de mens
Hemicaranx amblyrhynchus is voor de visserij van beperkt commercieel belang. De soort komt niet voor op de Rode Lijst van de IUCN.